# Robert Le Lorrain

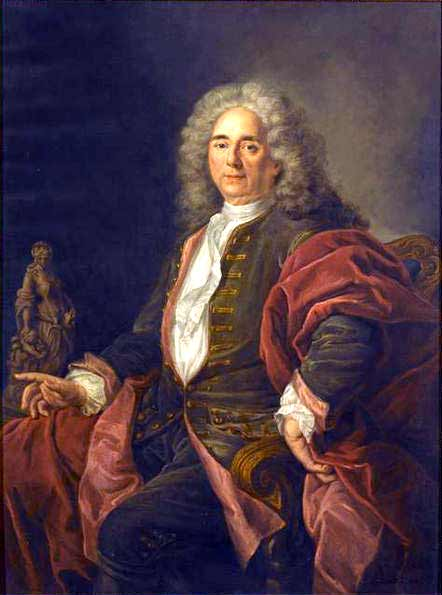
Robert Le Lorrain

Robert Le Lorrain (* 1666 in Paris; † 1743 daselbst) war ein französischer Bildhauer des Barock. Er stammte aus einer Beamtenfamilie und war der Sohn von Claude Le Lorrain, einem Mitarbeiter von Nicolas Fouquet, dem Finanzminister Ludwigs XIV. Sein bekanntestes Werk ist das Steinrelief Die Sonnenpferde („les chevaux du soleil“), das sich über den Stalltoren des Hôtel de Rohan in Paris befindet.
Robert Le Lorrain war zunächst Schüler des Bildhauers, Malers und Architekten Pierre Puget (1620–1694). Im Alter von 18 Jahren trat er dann in François Girardons Werkstatt ein, wo er auch die Aufgabe übernahm, Girardons Kinder im Malen zu unterrichten und dessen übrige Schüler zu beaufsichtigen.
1689 gewann er den Prix de Rome. Nach seiner Rückkehr nach Paris trat er in die Académie de Saint-Luc ein und wurde 1701 in die Académie royale de peinture et de sculpture aufgenommen, deren Rektor er 1737 wurde. Zu seinen Schülern gehören Jean-Baptiste Lemoyne (1704–1778) und Jean-Baptiste Pigalle (1714–1785).
Seine Auftraggeber kamen aus der königlichen Familie sowie aus dem Haus Rohan. Nur wenige seiner Arbeiten sind erhalten geblieben. Bei dem Brand des Rohan-Schlosses in Saverne von 1779 gingen die Skulpturen verloren, die er zwischen 1718 und 1721 für Armand I. Gaston Maximilien de Rohan-Soubise, den Fürstbischof von Straßburg, angefertigt hatte. Auch seine Arbeiten für das 1816 abgerissene Schloss Marly-le-Roi sind abhandengekommen. Noch vorhanden sind jedoch Skulpturen aus dem Palais Rohan in Straßburg und aus der Kapelle von Schloss Versailles. Obwohl er auch als produktiver technischer Zeichner bekannt ist, gibt es keine Zeichnungen, die ihm zweifelsfrei zugewiesen werden können. Ein Katalog vorhandener Werke Le Lorrains wurde 1982 von Michèle Beaulieu herausgegeben.
Unter den Museen, die Skulpturen von Le Lorrain ausstellen, sind das Courtauld Institute of Art in London, die Honolulu Academy of Arts, das J. Paul Getty Museum in Los Angeles, das Liechtenstein-Museum in Wien, der Louvre in Paris und die National Gallery of Art in Washington D.C.